# Ramsay's Kitchen Nightmares
Ramsay's Kitchen Nightmares é um programa de televisão com o famoso chef britânico Gordon Ramsay que estreou 27 de abril de 2004 no Channel 4.
Em cada episódio, Ramsay visita um restaurante com problemas e funciona como um solucionador de problemas para ajudar a melhorar o estabelecimento em apenas uma semana. Ramsay revisita o restaurante alguns meses depois para ver como os negócios se saíram em sua ausência. Os episódios da primeira e segunda temporada foram reeditados com novo material adicional como Ramsay's Kitchen Nightmares Revisited; eles mostravam Ramsay checando os restaurantes um ano ou mais depois de atendê-los.
Uma adaptação americana deste programa, intitulada Kitchen Nightmares, estreou em 19 de setembro de 2007 na FOX. Ele é transmitido no Reino Unido no Channel 4 como Ramsay's Kitchen Nightmares USA. Sua execução terminou em 12 de setembro de 2014.
Em outubro de 2009, Ramsay anunciou que após seu contrato de quatro anos expirar em 2011, ele não continuaria com Kitchen Nightmares e ao invés disso, trabalharia em seus outros programas. Em junho de 2014, no entanto Ramsay anunciou que a versão britânica retornaria para quatro episódios após um hiato de sete anos. O programa ganhou prêmios BAFTA e Emmy.

## Formato
Em cada episódio, Gordon Ramsay visita um restaurante e age como um solucionador de problemas para ajudar a melhorar o estabelecimento em apenas uma semana. Ramsay revisita o restaurante alguns meses mais tarde para ver como o negócio tem se saído em sua ausência. 
Episódios para a primeira e segunda temporada foram reeditados como Ramsay's Kitchen Nightmares Revisited; que contou com Ramsay revisitando os restaurantes participantes, anos depois de suas participações no programa.
Uma adaptação norte-americana do programa, intitulada Kitchen Nightmares, estreou em 19 de setembro de 2007, na Fox. É transmitido no Reino Unido pelo Channel 4 como Ramsay's Kitchen Nightmares USA

## Ver Também
- Kitchen Nightmares (versão americana, também com Gordon Ramsay)
- Pesadelo na Cozinha (versão brasileira, com Érick Jacquin)
- Pesadelo na Cozinha (versão portuguesa, com Ljubomir Stanisic)